# Kino Światowid w Mińsku Mazowieckim
Kino Światowid w Mińsku Mazowieckim – lokalne kino znajdujące się w Mińsku Mazowieckim przy ulicy Józefa Piłsudskiego 7, wybudowane w latach 70. XX wieku. Od początku istnienia zarządcą była spółka "Instytucja Filmowa MAX FILM", której właścicielem jest Samorząd Województwa Mazowieckiego.

## Historia
Od początku lat 90. kino było prowadzone przez Państwa Hannę i Jarosława Bąków aż do końca swojego istnienia, czyli 1 grudnia 2010 roku. Pierwszym seansem wyświetlonym po objęciu prowadzenia przez Państwa Bąków był słynny film "Bodyguard". Było to w 1993 roku. 

## Lata świetności
W latach 90. czyli w czasie swojej największej popularności na scenie kina Światowid występowali między innymi Tadeusz Drozda, Andrzej Rosiewicz, Jerzy Połomski, Majka Jeżowska, Krzysztof Krawczyk, Ryszard Rynkowski, Andrzej Piaseczny czy Michał Bajor.
W trakcie swojego funkcjonowania, kino „Światowid" wyświetliło tysiące seansów filmowych, zmiany repertuaru następowały w każdy piątek. Wyświetlono mnóstwo seansów premierowych, przedpremierowych, często wydarzeniom tym towarzyszyły specjalne dekoracje, które nawiązywały charakterem do klimatu filmu. W kinie można było zobaczyć wszystkie filmy, zarówno religijne jak i te kontrowersyjne.
Występowało tu również mnóstwo kabaretów, były to między innymi Kabaret 60-tka, Ani Mru Mru, Kabaret Moralnego Niepokoju, Łowcy B, Grupa MoCarta, Neonówka, Spotkania z Balladą (czyli tzw. Kabaret z Kopydłowa), kilkakrotnie gościli również Marcin Daniec, Jacek Chmielnik, Jerzy Kryszak, Bohdan Smoleń, Hanka Bielicka oraz Kabaret Cyrkowy Zgrywus.
W kinie odbywały się różne koncerty i festiwale, między innymi Rockowy „Rock In Mińsk", festiwal im. Jana Himilsbacha, Festiwal „Wolni od Zła" (gdzie wystąpiła między innymi „Wolna Grupa Bukowina" i był obecny Andrzej Poniedzielski), były organizowane również koncerty „Za horyzontem słów" w ramach których wystąpili między innymi Grzegorz Turnau, Stanisław Sojka czy grupa „Raz Dwa Trzy".

## Budynek
Sala kinowa składała się z ekranu który na czas trwania koncertów i kabaretów był zasłaniany zasłonami, a przed ekranem znajdowała się scena.
W skład widowni zaliczało się 17 rzędów, które dawały w sumie 400 miejsc siedzących. Podczas ważniejszych występów i koncertów dostawiano dodatkowe krzesła.
Wielu muzyków bardzo dobrze oceniało akustykę sali kinowej, między innymi z tego powodu w tym miejscu w grudniu 2000 roku swoją płytę nagrywał nieżyjący już znany jazzman Hiram Bullock.

## Zamknięcie
Powodem zamknięcia kina, jak podali Państwo Bąkowie - jest fakt, że ówczesny stan budynku nie nadawał się do prowadzenia takiej działalności. Ze względu na swój wiek, budynek był w złym stanie technicznym i nie spełniał wymagań nowoczesnego kina. Nawet przeprowadzenie kosztownego remontu niewiele by wniosło. Ostatecznie kino zamknięto 1 grudnia 2010 roku.